# ЗІС-16С
ЗІС-16С — радянський санітарний автобус, спрощений варіант автобуса ЗІС-16 створеного в 1938 році.
Випускався з 1939 року на Московському автомобільному заводі імені Сталіна. Обтічний капот, крила і передня частина авто ЗІС-16 виявились непотрібними для санітарного автобуса. Тому за основу ЗІС-16С взяли видовженішу більш ніж на метр шасі стандартного ЗІС і доповнили його обрізаним спереду обтічним кузовом ЗІС-16. Потужність мотора порівняно з ЗІС-5 була підвищена.